# Den tredje bølge
Den tredje bølge var et eksperiment, der skulle forklare facismens opståen iværksat af historielærer Ron Jones med elever i sin historieklasse. som en del af en undersøgelse af Nazi-Tyskland.